# Tunnel (film, 1980)
Pour les articles homonymes, voir Tunnel (homonymie).
Pour plus de détails, voir Fiche technique et Distribution.
Tunnel, également connu sous le titre Transes mortelles (Eroina), est un film dramatique italien réalisé par Massimo Pirri et sorti en 1980.

## Synopsis
Marco et Pina sont deux toxicomanes chroniques, submergés par le tourbillon de la dépendance à l'héroïne. Ensemble, ils mènent une vie d'expédients pour se procurer de la drogue. Un milieu de voleurs et de prostituées, qui les mènera à un inévitable épilogue dramatique.

## Fiche technique
- Titre français : Tunnel ou Transes mortelles[1]
- Titre original italien : Eroina[2]
- Réalisation : Massimo Pirri
- Scénario : Massimo Pirri, Morando Morandini jr.
- Photographie : Sergio Martinelli
- Montage : Gianfranco Amicucci
- Musique : The Pretenders
- Décors : Egidio Spugnini
- Costumes : Luciana Morosetti
- Production : Patrizia Tomon, Benedetto Conversi
- Société de production : Sa.Ma.R. Cinematografica
- Pays de production :  Italie
- Langue originale : italien
- Format : Couleurs par Telecolor - Son mono - 35 mm
- Genre : Drame de la drogue
- Durée : 98 minutes
- Date de sortie : 
  - France : Festival de Cannes 1980
  - Italie : 30 août 1980 (Mostra de Venise 1980) ; 14 avril 1983 (sortie nationale)

## Distribution
- Helmut Berger : Marco
- Corinne Cléry : Pina
- Giorgio Ardisson : trafiquant
- Aldo Bufi Landi : client de Pina
- Francesca Ciardi : trafiquante
- Franco Citti : Alfredo, le « shérif »
- Marzio Honorato : Toby
- Karl Zinny : Angelo

## Article annexe
- Psychotrope au cinéma et à la télévision